# Alergie
|  | Vedeți: Indicații! |

Alergia (greacă: αλλεργία, reacție diferită) este o reacție anormală, disproporționată, exagerată și excesivă a sistemului imunitar al unui organism, față de antigene exogene care sunt bine tolerate de subiecții normali. Specialitatea medicală care se ocupă cu studiul bolilor în care sunt implicate procese alergice se numește Alergologie și Imunologie Clinică.

## Istoric

### Antichitatea
Diverse aspecte ale bolilor alergice au fost remarcate și menționate încă din antichitate. În secolul al IV-lea î.e.n., Hippocrate menționează faptul că anumite alimente, deși sănătoase și hrănitoare în principiu pentru majoritatea oamenilor, pot provoca îmbolnăviri la un număr mic de persoane. În secolul I î.e.n., filozoful și poetul roman Lucretius scrie în Despre natura lucrurilor că ceea ce este bun pentru unii poate fi otrăvitor pentru alții. În secolul al II-lea e.n., Galen menționează reacții anormale provocate de anumite plante, fără a încerca să găsească explicația acestui fenomen.

### Evul Mediu
La jumătatea secolului al XVI-lea, reacțiile la agenți externi încep să atragă atenția, fiind semnalate câteva cazuri de febră de trandafir (de fapt febra de fân). În 1565, chirurgul italian Leonardo Botallo descrie pentru prima oară simptomele febrei de fân, pornind de la observațiile efectuate asupra unui pacient căruia trandafirii îi provocau strănut, mâncărimi nazale și dureri de cap. Tot în secolul al XVI-lea, alt medic italian, Pietro Andrea Mattioli, descrie cazul unui pacient care se îmbolnăvea ori de câte ori venea în contact cu pisici.

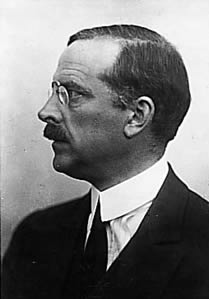
Clemens von Pirquet (1906)

### Epoca modernă
În secolul al XIX-lea, medicul britanic John Bostock descrie (în 1819) manifestările clinice ale febrei de fân (rinita alergică), care va fi numită o vreme catarul lui Bostock, fiind considerată apanajul claselor mijlocii și superioare.
Termenul actual de alergie a fost introdus în medicină de pediatrul vienez Clemens von Pirquet, în 1906. El a observat că pacienții tratați cu ser anti-difteric obținut de la cai prezentau simptome ale unei boli care nu avea nici o legătură cu difteria. Corpul pacientului reacționa diferit - prezenta o reacție alergică.
Inițial, termenul de alergie era echivalent cu termenul de hipersensibilitate. Ulterior, pe măsura progresului cunoștințelor științifice din domeniul imunologiei, termenul de alergie a suferit modificări în sens restrictiv. S-au diferențiat hipersensibilitatea imunologică și hipersensibilitatea non-imunologică. În cadrul hipersensibilității imunologice s-au diferențiat hipersensibilitatea imunologică de tip alergic (față de antigenele exogene, numite alergeni) și hipersensibilitatea imunologică de tip auto-imun (față de antigenele endogene, numite auto-antigene, care sunt structuri proprii ale organismului, percepute în mod patologic ca antigene de către sistemul imunitar).
Astăzi, termenul de alergie este restrâns la hipersensibilitatea imunologică de tip alergic.

## Terminologie

Procesul de degranulație în alergie -- 1 - antigen; 2 - anticorp IgE; 3 - receptor FcεRI ; 4 - mediatori preexistenți (histamine, proteaze, chemochine, heparina); 5 - granule; 6 - celule mast; 7 - mediatori nou formați (prostaglandine, leucotriene, tromboxane, PAF)

Terminologia aferentă bolilor alergice este foarte variată. WAO (World Allergy Organization) recomandă adoptarea unei nomenclaturi globale adresată afecțiunilor alergice. Terminologia propusă de Nomenclatura Revizuită pentru Boli Alergice, publicată de Academia Europeană de Alergologie și Imunologie Clinică (EAACI, după inițialele în limba engleză), a fost revizuită de World Allergy Organization în Nomenclatura Revizuită pentru Boli Alergice pentru Utilizare Globală, publicată în anul 2004.
- Alergie: Alergia este o reacție de hipersensibilitate a unui organism, inițiată prin mecanisme imunologice. Alergia (reacția) poate fi mediată prin anticorpi sau prin celule ale sistemului imunitar.
- Hipersensibilitate: Hipersensibilitatea determină simptome sau semne obiective reproductibile, inițiate prin expunere la un stimul bine definit, care este tolerat de subiecții normali.
- Hipersensibilitate non-alergică: Hipersensibilitatea non-alergică este termenul preferat pentru a descrie hipersensibilitatea în care mecanismele imunologice nu pot fi dovedite.
- Alergene: Alergenele sunt antigene ce produc reacții alergice. Majoritatea alergenelor sunt proteine, frecvent cu lanțuri laterale glucidice, dar, în cazuri mai rare, sunt alergene glucidele pure, substanțele chimice cu moleculă mică (izocianați, anhidride sau formaldehidă), precum și unele metale (de exemplu crom și nichel).
- Atopie: Atopia reprezintă tendința personală și/sau familială, de obicei apărută în copilărie sau adolescență, de a deveni sensibilizat și de a sintetiza anticorpi de tip IgE, ca răspuns la o expunere la doze mici de alergene, de obicei proteine. Termenii atopie și atopic sunt rezervați pentru a descrie predispoziția genetică pentru sensibilizare mediată IgE la alergene prezente în mod obișnuit în mediul înconjurător, la care este expusă întreaga populație, dar care, la majoritatea indivizilor, nu determină răspuns prelungit de anticorpi tip IgE.

## Clasificare
Gell și Coombs definesc 4 tipuri de reacții de hipersensibilitate imunologică, în funcție de elementele sistemului imunitar implicate în producerea lor: 
- Hipersensibilitate de tip I , anafilaxic (mediată prin anticorpi de tip IgE, numiți și reagine)
- Hipersensibilitate de tip II, citotoxic (mediată prin anticorpi de tip IgG sau IgM)
- Hipersensibilitate de tip III, prin complexe imune solubile (mediată prin complexe imune antigen-anticorp de tip IgG)
- Hipersensibilitate de tip IV, întârziată, mediată celular prin limfocitele T.

## Cauze

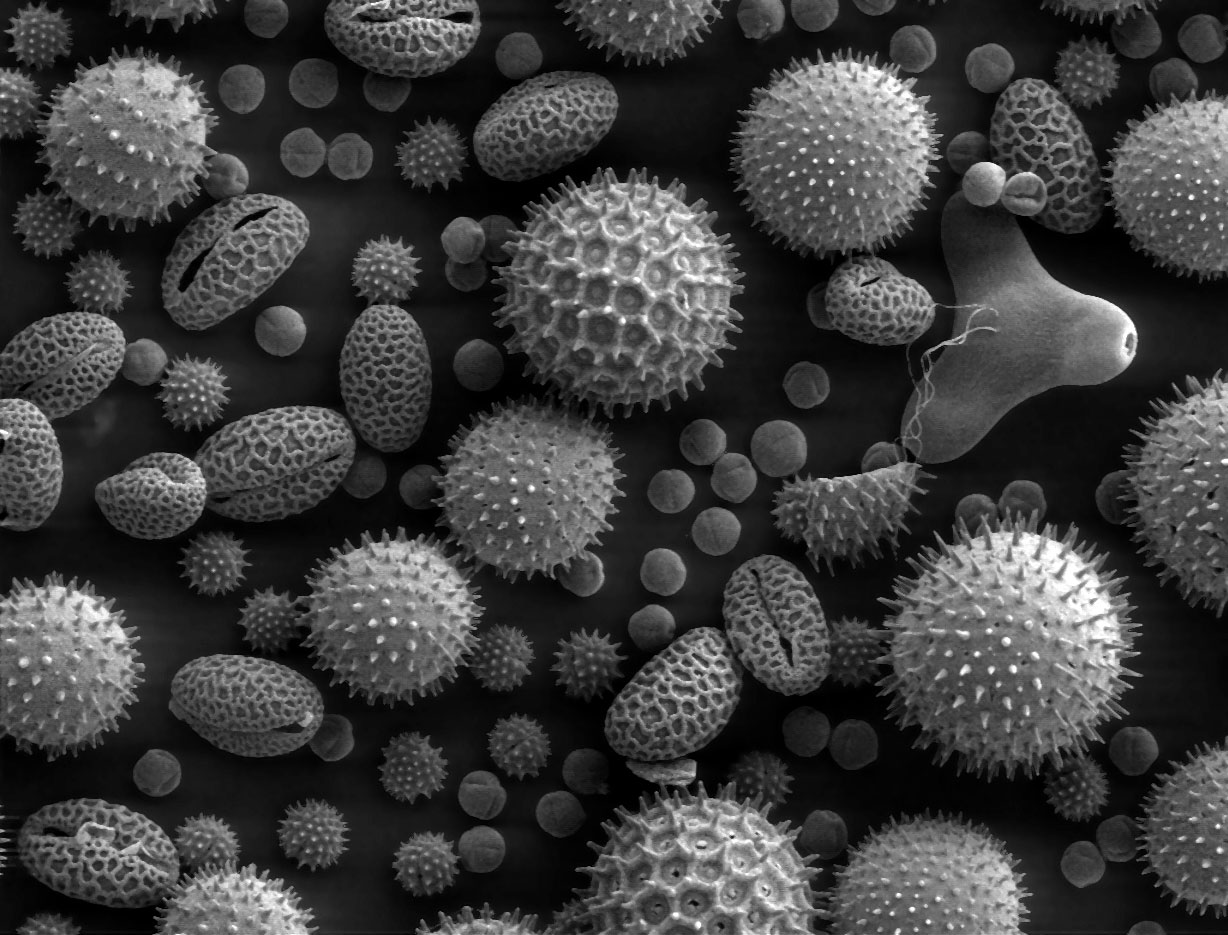
Amestec de polen de diferite plante, vizualizat prin MEB. Polenul este un alergen comun.

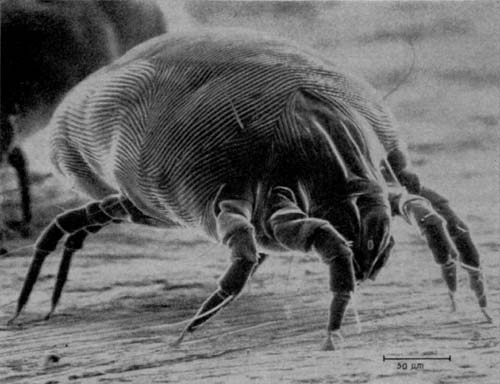
Dermatophagoides pteronyssinus
Acarian din praful de casă. Reziduurile și chitina sa sunt alergene obișnuite în mediul casnic

Alergiile sunt produse, la organismele sensibilizate, de antigene exogene (provenite din mediul extern) numite alergene. Majoritatea alergenelor sunt proteine, glico-proteine și, mai rar, glucide pure, substanțe chimice cu moleculă mică (izocianați, anhidride sau formaldehidă), precum și unele metale (de exemplu crom și nichel). 
Alergenele sunt conținute și/sau vehiculate de diverși factori din mediul extern: 
- factori fizici: căldura, frigul (crioalergene)
- factori chimici: substanțe chimice, substanțe folosite în industria alimentară, medicamente, produse cosmetice, veninuri de animale și insecte, latex etc.
- factori biologici: bacterii, virusuri, paraziți, toxine microbiene, insecte, polen, fructe (căpșuni, zmeură, kiwi, ananas, etc.) praf, fulgi, păr și scuame de animale, seruri heterologe, vaccinuri etc.

## Simptomatologie
Contactul cu alergenul provoacă, la organismele sensibilizate anterior, reacții inflamatorii locale sau sistemice care determină simptomatologia clinică a alergiei. Cel mai frecvent sunt afectate organele de la nivelul căii de pătrundere în organism a alergenului (așa-numitele organe țintă: pielea și mucoasele, aparat respirator și aparatul digestiv). Simptomele pot fi locale sau sistemice, de intensitate și severitate variabilă, uneori chiar letale. Reacții sistemice apar și atunci când alergenele sunt introduse direct în curentul sanguin (prin injecții, perfuzii, transfuzii, mușcături sau înțepături de animale etc.).

### Simptome locale
- Cutanate: prurit, erupții cutanate și eritem de diverse tipuri, angioedem.
- Oculare: prurit, tumefacție și eritem al pleoapelor, înroșirea conjunctivei și lăcrimare.
- Oto-rino-laringologice: strănut, obstrucție nazală, rinoree apoasă, răgușeală, tuse; senzație de urechi înfundate, otalgie și diminuarea auzului (prin drenaj insuficient al tubei lui Eustachio).
- Pulmonare: jenă respiratorie, tuse, wheezing, dispnee.
- Digestive: greață, vărsături, diaree, dureri abdominale.

### Simptome sistemice
- Alterarea stării generale: cefalee, febră, vertij, stare de rău.
- Simptome cardio-vasculare: hipotensiune arterială, sincopă, stop cardio-respirator.

## Epidemiologie
Frecvența alergiilor a crescut în ultimii 30 de ani, iar uneori cifrele sunt de-a dreptul alarmante: în SUA, de exemplu, aproape jumătate dintre americani sunt sensibili la unul sau mai mulți alergeni.

## Teste alergologice
Testele alergologice au ca scop depistarea alergenului implicat în declanșarea unei reacții alergice. Se folosesc în mod uzual trei tipuri de teste: cutanate, serologice și hematologice, ultimele două fiind executate în laboratoarele de specialitate.

### Teste cutanate

Test cutanat pe antebraț

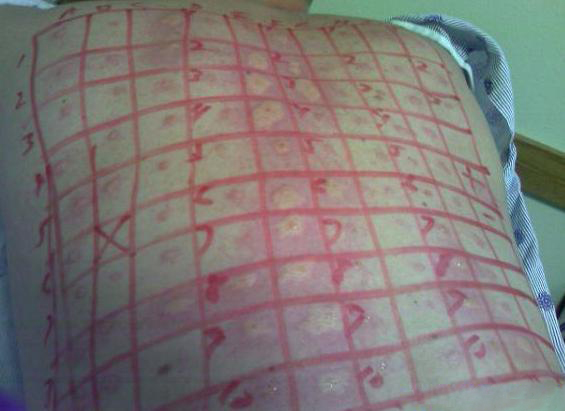
Test cutanat pe spate

Se bazează pe folosirea unei doze mici de alergen, care se amplasează pe piele sau se injectează intradermic pentru a urmări dacă apare o reacție alergică locală. Sunt disponibile trei tipuri de teste cutanate:
- Testul prick: se plasează pe piele o picătură de soluție diluată de alergen și se efectuează scarificarea sau înțeparea tegumentului subiacent, pentru a permite pătrunderea soluției în piele. Testul este pozitiv pentru alergenul respectiv dacă apare o indurație sau înroșire pruriginoasă a pielii la locul de contact.
- Testul intradermic: Se injectează intradermic o cantitate mică de soluție diluată de alergen și se urmărește dacă apare sau nu o reacție inflamatorie locală, similară cu cea descrisă la testul prick. Este un test mai sensibil decât testul prick, dar cu un procent mai mare de reacții fals pozitive.
- Testul patch: se aplică pe piele un plasture pe care s-a plasat o doză mică de alergen și se menține pe piele timp de 24-72 de ore, urmărind apariția reacției cutanate locale.

#### Avantajele testelor cutanate
- sunt ușor de realizat la domiciliu, sau în cabinetul medical și nu necesită utilaj complicat și costisitor;
- au o sensibilitate mai mare față de anumite tipuri de alergene, cum sunt cele ale dermatitelor de contact;
- rezultatele sunt disponibile în 24-48 de ore după încheierea testării.

#### Dezavantajele testelor cutanate
- Sunt teste invazive și
  - provoacă urticarii și jenă la locul reacțiilor pozitive;
  - există pericol de infectare a plăgilor de testare;
  - prezintă riscul de a declanșa o reacție alergică severă, numită anafilaxie, care poate merge pâna la șoc anafilactic și deces. Deși astfel de accidente sunt rare, acest tip de teste necesită disponibilitatea asistenței medicale de urgență, în eventualitatea apariției reacțiilor cu potențial fatal;
- sunt influențate de administrarea anumitor medicamente (antidepresive, antihistaminice ș.a.) și de aceea nu pot fi folosite la bolnavii la care nu este posibilă întreruperea medicației;
- nu pot depista alergiile la diverse alimente, pentru care poate fi necesară efectuarea unor investigații suplimentare;
- interpretarea lor este influențată de prezența unor afecțiuni dermatologice preexistente (eczeme, urticarie etc.)

### Teste serologice

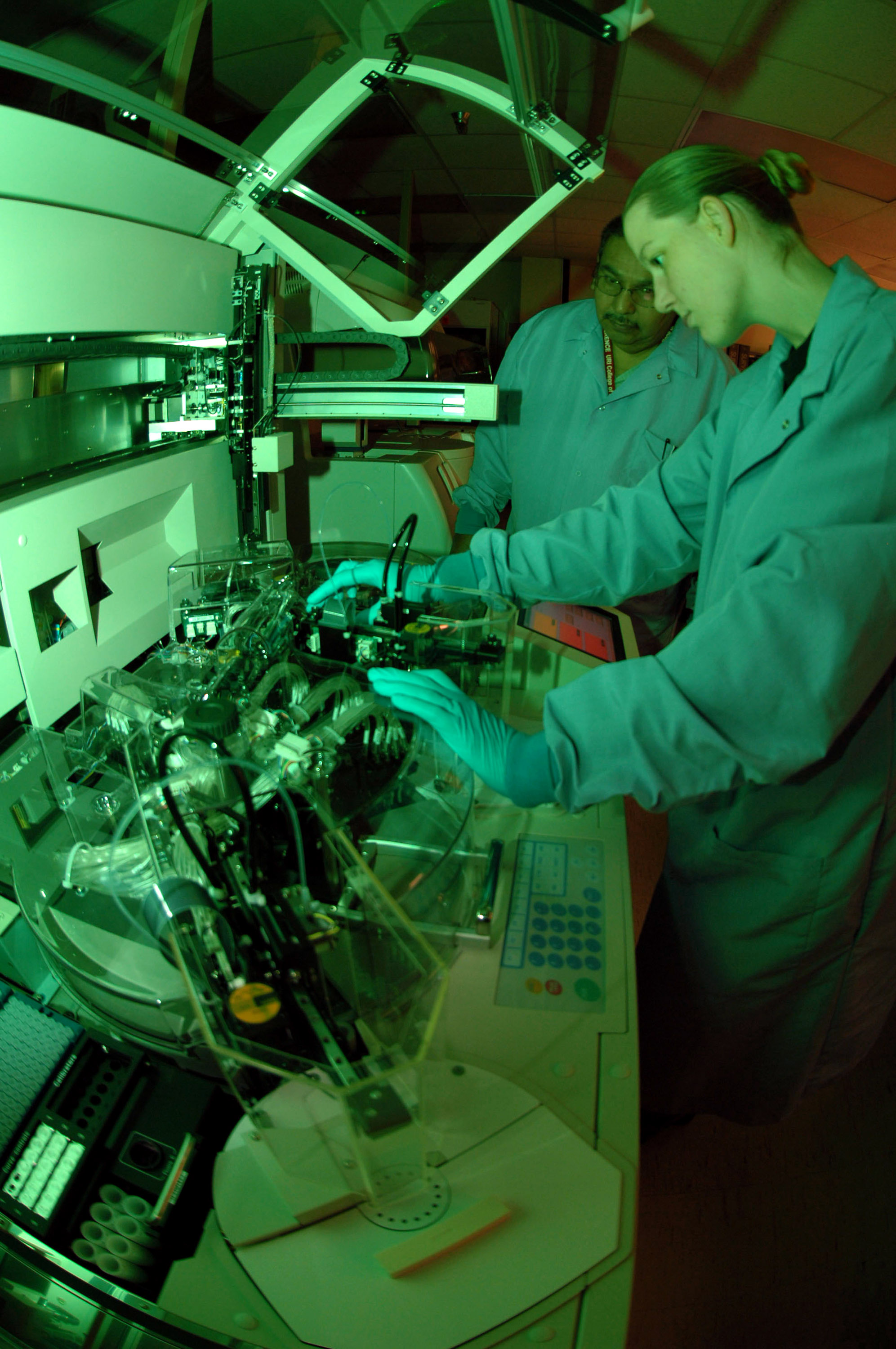
Un aparat automat de testare serologică de IgE specific - Laboratorul de imunologie diagnostică a bazei Lackland U.S. Air Force

Alergenele specifice IgE (imunoglobulina de tip E) (cod CPT: 86421 pentru <5 antigeni, CPT: 86422 pentru 6+ antigeni) sunt teste indirecte, bazate pe detectarea și titrarea în sânge a anticorpilor de tip IgE produși de organism ca răspuns față de un alergen specific. Spre deosebire de determinarea titrului de IgE totală , care nu este diagnostic pentru o alergie, titrul de IgE specifică poate folosi ca referent diagnostic calitativ și cantitativ al stării alergice a pacientului.
Există două tipuri de teste de identificare a alergenelor, în funcție de metoda de măsurare, radiometrică (radioactivă) sau colorimetrică/fluorometrică: RAST (radioallergosorbent test - radioimunoabsorbție („RAST Test” este Marca Depusă a concernului «Pharmacia») , teste de imunocaptare, de imunofluorescență, testarea antigenică multiplă simultană și reacția ELISA (imunoabsorbția enzimelor linkate). Un test serologic se consideră pozitiv dacă titrul (concentrația) IgE pentru un tip specific de alergen este de peste 4 ori mai mare față de valorile normale.
Spre deosebire de testele cutanate, ale căror rezultate pot fi interpretate subiectiv, gen «da», «nu», «dubios», testele serologice dau rezultate cantitative, cu posibilitatea de a calcula statistic pertinența testului, sensibilitatea și specificitatea (testele de calcul binar „2x2", sau curba ROC (engleză Relative Operating Characteristic curve). Pe baza unor studii pe un mare număr de analize testele serologice dau o sensibilitate de aproximativ 70.8% și o pozitivitate predictivă de 72.6%.

#### Avantajele testelor serologice
- Se pot folosi în cazurile în care, din diverse motive, nu se pot efectua teste cutanate (boli dermatologice preexistente, anafilaxie severă în antecedente, medicație care nu poate fi întreruptă etc.).
- Nu sunt afectate de administrarea de medicamente (de ex. antidepresive, antihistaminice) și se pot folosi la bolnavii la care nu se poate întrerupe medicația pentru a efectua testarea.
- Nu prezintă risc de a provoca reacții alergice, nefiind teste invazive. Se pot folosi și la persoanele care au prezentat reacții alergice severe în antecedente.
- Se pot folosi pentru depistarea alergiei față de latex (înainte de intervenții chirurgicale, dacă au existat expuneri frecvente în antecedente).
- Sunt mai eficiente în depistarea alergiilor alimentare, respiratorii, la substanțe chimice și medicamentoase, etc., comparativ cu testele cutanate.
- Scăderea titrului de IgE după un tratament de desensibilizare demonstrează eficiența tratamentului.
- Față de numărul relativ redus de antigeni care pot fi folosiți la testele cutanate, testele serologice controlează peste 700 de alergeni.
- Promptitudine - laboratoarele moderne pot elibera sute de rezultate serologice în câteva ore.
- Sunt mai sensibile decât testele cutanate (uneori testele cutanate pot fi fals-pozitive, iar testul serologic negativ).

#### Dezavantajele testelor serologice
- Necesită laboratoare specializate, dotate cu aparataj performant și sub un eficient control de calitate.

### Teste hematologice
Analizele de laborator hematologice ALCAT (engleză : ALCAT Test, http://www.alcat.com/aboutus.php Arhivat în 27 martie 2010, la Wayback Machine.) sunt relativ recente și se execută în mai puțin de 20 de țări (SUA, Anglia, Germania, Danemarca, Israel, Italia, Mexico, Spania ș.a.). Aceste analize hematologice, centrate pe alergiile provocate de alimente separă alergiile alimentare de intoleranțele (sensibilitățile) alimentare.

#### Intoleranțele (sensibilitățile) alimentare
Spre deosebire de alergiile alimentare, care sunt caracterizate prin reacții acute la contactul cu un alergen, cascada alergică pe substrat histaminic, care poate duce la șoc anafilactic și deces, intoleranțele (sensibilitățile) alimentare (și chimice) se referă la imposibilitatea congenitală a organismului de a tolera alimente și factori din mediul inconjurător, care duce la activarea cronică a sistemului imunitar, cu o sintetizare excesivă de mediatori inflamatorii, însoțită de procese inflamatorii cronice: turburări digestive, migrene, obezitate, stare de oboseală cronică, urticarie, boli de piele, artrite ș.a.
Analizele hematologice se bazează pe reacția acompaniată de degranulația celulelor mast și a globulelor albe bazofile, proces mediat de imunoglobulina E (IgE).

#### Metoda testului ALCAT
Se prelevează pe anticoagulant o mică priză de sânge periferic venos din care se face o numărătoare de globule albe, apoi se adaugă un extras purificat și standardizat de substanță chimică, sau aliment incriminat. După o scurtă incubație se repetă numărătoarea de globule, urmărind procesul de degranulare. Analiza se execută cu un aparat automat dedicat acestui test.
Producătorii testului ALCAT au standardizat un barem de peste 300 alimente, substanțe chimice și alți factori cu potențial inflamatoriu.

## Tratament
Tratamentul antialergic este un tratament complex, care poate include măsuri specifice sau nespecifice. Tratamentul medicamentos constituie numai o parte din măsurile terapeutice care se pot aplica în cazul unei alergii.

### Tratamentul specific
Tratamentul specific al alergiei vizează alergenul sau anticorpii.
1) Măsuri terapeutice care vizează alergenul: îndepărtarea alergenului sau evitarea contactului cu acesta.
- Regim dietetic, în cazul alergiilor alimentare, cu suprimarea alimentului incriminat sau doar bănuit. Cele mai cunoscute alimente alergizante sunt: laptele de vacă și derivatele sale, preparatele ce conțin ouă, arahide, nuci, susan, mac, acaju, soia, pește, cerealele ce conțin gluten (grâu, secară, orz), unele fructe (kiwi, căpșuni, ananas, cocos), ciocolata, cafeaua, alcoolul. Modul de preparare al alimentelor este de asemenea important: de exemplu prăjirea poate crește efectul alergizant al unor alimente (semințe, nuci, alune și mai ales arahide). Se vor evita deci prăjelile, rântașurile, cremele.

- Chimioterapie antimicrobiană, antifungică sau antiparazitară, pentru îndepărtarea alergenului în cazul unor endoalergii (infecții microbiene sau fungice, infestații parazitare).

Există și situații în care alergenul nu poate fi identificat sau nu se poate elimina total din mediul de viață al bolnavului, iar contactul cu acesta nu poate fi evitat.
2) Măsuri terapeutice care vizează anticorpii: hiposensibilizarea specifică.

### Tratamentul nespecific
Are ca scop diminuarea sau eliminarea consecințelor imediate ale reacției alergen-anticorp (eliberarea și fixarea mediatorilor chimici), sau combaterea fenomenelor patologice de la nivelul organelor țintă.